# Araeophylla
Araeophylla is een geslacht van vlinders van de familie tastermotten (Gelechiidae).

## Soorten
- A. africanella (Janse, 1951)
- A. flavigutella (Bruand, 1850)
- A. karvoneni (Hackman, 1950)
- A. lachtensis (Erschoff, 1876)
- A. languidella (Amsel, 1936)
- A. natrixella (Weber, 1945)
- A. spiladias (Meyrick, 1921)